# Alexandra Fernández Gómez
Alexandra Fernández Gómez (Vigo, 21 de octubre de 1988) es una política española. Fue diputada por En Marea en el Congreso durante la XI y XII legislatura entre 2016 y 2019.
Discrepante con el funcionamiento del grupo de En Marea en el Congreso, renunció a presentarse a las elecciones de abril de 2019. En las elecciones de noviembre de 2019 solicitó públicamente el apoyo para el Bloque Nacionalista Gallego (BNG). En las elecciones al parlamento gallego del 5 de abril de 2020 formará parte de la candidatura del BNG como número 3 por la provincia de Pontevedra.

## Biografía
Estudió Bachillerato en el IES Alexandre Bóveda de Vigo. Como estudiante de arquitectura, está terminando el proyecto de fin de carrera en Arquitectura y Urbanismo en la Escuela Superior Gallaecia de Vila Nova de Cerveira (Portugal). Militante de Anova-Irmandade Nacionalista, participó en el proceso constituyente del movimiento Marea de Vigo. Fue elegida diputada por Pontevedra en el Congreso de los Diputados tras las elecciones de 2015, siendo reelegida en 2016.